# Pustki (Jejkowice)
Pustki – część wsi Jejkowice, w Polsce, w województwie śląskim, w powiecie rybnickim, w gminie Jejkowice.
Pustki są jedyną uwzględnioną przez TERYT częścią wsi Jejkowice, w jednowioskowej gminie Jejkowice. Znajdują się pomiędzy centrum wsi, a lasem Gać, w pobliżu strumienia Gzel.